# Amtsgericht Vilseck
Das Amtsgericht Vilseck war ein von 1879 bis 1959 bestehendes bayerisches Gericht der ordentlichen Gerichtsbarkeit mit Sitz im oberpfälzischen Vilseck.

## Geschichte
Im Jahre 1838 wurde im Verlauf einer Verwaltungsneugliederung Bayerns ein Landgericht (älterer Ordnung) in Vilseck gebildet. Anlässlich der Einführung des Gerichtsverfassungsgesetzes am 1. Oktober 1879 kam es zur Errichtung eines Amtsgerichtes zu Vilseck, dessen Sprengel deckungsgleich mit demjenigen des vorherigen Landgerichtes Vilseck war und somit aus den Ortschaften Adlholz, Ehenfeld, Freihung, Gebenbach, Gressenwöhr, Großschönbrunn, Hahnbach, Iber, Irlbach, Kürmreuth, Langenbruck, Massenricht, Schlicht, Seugast, Sigl, Sigras, Süß, Thansüß, Vilseck und Weißenberg zusammengesetzt war. Übergeordnete Instanzen waren das Landgericht Weiden und das Oberlandesgericht Nürnberg.
Nachdem das Amtsgericht Vilseck gegen Ende des Zweiten Weltkrieges zur Zweigstelle des Amtsgerichtes Weiden in der Oberpfalz herabgestuft und dies 1956 noch einmal bestätigt worden war, erfolgte am 1. Juli 1959 die Auflösung dieser Zweigstelle.
Mit Wirkung vom 1. Januar 1970 wurde der Bezirk des ehemaligen Amtsgerichtes Vilseck vom Amtsgericht Weiden abgetrennt und dem Amtsgericht Amberg zugelegt.